# Weirdsville
Weirdsville es una comedia dirigida por Allan Moyle y escrita por Willem Wennekers. La película se estrenó el 18 de enero de 2007 en el Festival de Cine de Slamdance 2007. La película fue proyectada en el Festival Internacional de Cine de Toronto, y en el Festival de Cine de Raindance, entre otros. La película se estrenó con una fecha límite en los Estados Unidos el 5 de octubre de 2007, en un teatro en Austin, Texas, y se expandió en dos teatros más (en Atlanta y Portland) dos semanas después.  La película fue lanzada el 16 de noviembre de 2007 en Reino Unido.
La película transcurre en Northern Ontario y filmada en Hamilton, Ontario, Canadá, y Brantford Ontario, Canadá.

## Trama
Un par de vagos comienzan a enloquecer cuando intentan tirar el cuerpo de una novia muerta en el sótano de un cine, donde un culto satánico realiza sacrificios rituales.

## Elenco
- Wes Bentley como Royce.
- Scott Speedman como Dexter.
- Taryn Manning como Matilda.
- Joey Beck como Sheldon.
- Raoul Bhaneja como Omar.
- Greg Bryk como Abel.
- Randy Butcher como Hockey Goalie.
- Maggie Castle como Treena.
- Joe Dinicol como Jeremy Taylor.
- Matt Frewer como Jason Taylor.
- Derek Gilroy como Squinty.
- James McQuade como Garry.
- Mark Parr como Anthony.
- Jordan Prentice como Martin.
- Dax Ravina como Seamus.
- Allan Redford como Theo.
- Shayne Wyler como Todd.

## Banda sonora
1. Struggle Struggle Struggle - The Weber Brothers
2. Stoned - Blackie And The Rodeo Kings
3. Chicken Soup For the F**K You Too - Shout Out Out Out
4. Uneasy - Perfume Tree
5. Bandits - Buck 65
6. 5th Night's Hallucination - theCreep
7. Retox/Requiem - John Rowley
8. Pinned Together, Falling Apart - The Dears
9. It's Not My Fault - Taryn Manning
10. Orchids - The Lovely Feathers
11. Beautiful Nothing - Danny Michel
12. WinRock Song - Canary Mine
13. It Don't Matter - Matt Mays & El Torpedo
14. We Sweat Blood - Danko Jones
15. To Get Across - Kate Maki
16. Sign Says - These Three Cities
17. It's Not My Fault - John Rowley/Taryn Manning (Acústica)